# Himiltrude
Himiltrude (kb. 742 – kb. 780) Nagy Károly elsőszülött fiának, Púpos Pippinnek az anyja.

## Élete
Kevés tudható származásáról. Paulus diakónus „nemes hölgynek” nevezi. Nevének megjelenése az Alemann kolostorokban arra utalhat, hogy az Alemann vagy Elzászi nemességből származik. Más források szerint burgundiai származású, I. Grimbert Párizs grófjának unokája. Az is elképzelhető, hogy kapcsolának Nagy Károllyal nincs politikai jellege.
Himiltrude valószínűleg akkor lépett kapcsolatba Nagy Károllyal, amikor még élt az apja Kis Pippin. Nagy Károly trónra lépése, 768 után a források Himiltrudét nem említik, ami ellentétes azzal a gyakorlattal, ahogy Nagy Károly anyjáról Laoni Bertradáról beszélnek. Himiltrude még egy lányt is szült, Amaudrut, Nagy Károlynak. Aki később Párizs grófjának lett a felesége. Púpos Pippin születése után (769). szövetséget kötött a longobárdok királyával, Desideriusszal, amelynek értelmében feleségül kellett vennie Desiderius lányát, Desideratát.
Ekkortól tűnt el Himiltrude a történeti forrásokból. Sírja Nivelles-ben található, abban egy kb. negyvenéves nő csontjai találhatók, és okkal feltételezhető, hogy ezek valóban az ő csontjai. Ha így van, akkor jóval 770 után halt meg, azonban az nem tudható, hogy mikor érkezett a kolostorba.
Fia, Pippin, akinek gerincdeformációja volt, háttérbe szorult Nagy Károly későbbi házasságából, Hildegardtól született fiaival szemben, és miután fellázadt apja ellen, kolostorba zárták.

## Himiltrude és Nagy Károly kapcsolatának jellege
Kettőjük jogi értelemben vett kapcsolata nem tisztázott. Einhard, Nagy Károly életrajzírója „ágyasnak” nevezi. Paulus diakónus úgy beszél Púpos Pippin születéséről, hogy az a jogi értelemben vett házasság előtt történt. III. István pápa Nagy Károlyhoz és testvéréhez Karlmannhoz írott levelében úgy tekint Himiltrudéra és Gerpergára mint feleségre, és arra inti őket, hogy ne utasítsák el feleségeiket.
Ezeket az információkat a történészek többféleképpen értelmezik. Pierre Riché Einhardot követve ágyasnak tekinti. Mások pl. Dieter Hägemann teljes jogú feleségnek tartják. Egyesek szerint az a kapcsolat több volt ágyasságnál, de kevesebb mint házasság ún. Friedelehe amelyet az egyház nem ismert el, és könnyen volt felbontható. Russell Chamberlin az angol ún. „common-law” házasságnak tartja. Nyugat-Európában az egyház által alkalmazott gyakorlat és ez a germán rugalmasabb gyakorlat szemben álltak egymással.

## Fordítás
- Ez a szócikk részben vagy egészben  a   Himiltrude című angol Wikipédia-szócikk ezen változatának fordításán alapul.  Az eredeti cikk szerkesztőit annak laptörténete sorolja fel. Ez a jelzés csupán a megfogalmazás eredetét és a szerzői jogokat jelzi, nem szolgál a cikkben szereplő információk forrásmegjelöléseként.